# Alberto Boccianti
Alberto Boccianti (Bari, 1º marzo 1908 – 1º febbraio 2000) è stato uno scenografo italiano.

## Biografia
Di famiglia originaria della Toscana, in 34 anni di attività scenografica ha curato le scenografie di circa settanta film. Ha lavorato in numerosi film di Mario Mattoli e anche in vari film di Camillo Mastrocinque e di Carlo Ludovico Bragaglia.
È morto il 1º febbraio 2000.

## Filmografia
- M.A.S., regia di Romolo Marcellini (1942)
- Inviati speciali, regia di Romolo Marcellini (1943)
- Due cuori fra le belve, regia di Giorgio Simonelli (1943)
- Torna a Sorrento, regia di Carlo Ludovico Bragaglia (1945)
- O sole mio, regia di Giacomo Gentilomo (1946)
- Amanti in fuga, regia di Giacomo Gentilomo (1946)
- Mio figlio professore, regia di Renato Castellani (1946)
- La figlia del capitano, regia di Mario Camerini (1947)
- Molti sogni per le strade, regia di Mario Camerini (1948)
- I pompieri di Viggiù, regia di Mario Mattoli (1949)
- Il conte Ugolino, regia di Riccardo Freda (1949)
- Sigillo rosso, regia di Flavio Calzavara (1950)
- Il figlio di d'Artagnan, regia di Riccardo Freda (1950)
- Figaro qua, Figaro là, regia di Carlo Ludovico Bragaglia (1950)
- Atto di accusa, regia di Giacomo Gentilomo (1950)
- Canzone di primavera, regia di Mario Costa (1951)
- Totò le Mokò, regia di Carlo Ludovico Bragaglia (1951)
- Accidenti alle tasse!!, regia di Mario Mattoli (1951)
- Totò terzo uomo, regia di Mario Mattoli (1951)
- Amo un assassino, regia di Baccio Bandini (1951)
- I due derelitti, regia di Flavio Calzavara (1951)
- L'ultima sentenza, regia di Mario Bonnard (1951)
- Era lui, si, si!, regia di Marino Girolami, Marcello Marchesi e Vittorio Metz (1951)
- Anema e core, regia di Mario Mattoli (1951)
- Totò cerca moglie, regia di Carlo Ludovico Bragaglia (1951)
- Stasera sciopero, regia di Mario Bonnard (1951)
- Licenza premio, regia di Max Neufeld (1951)
- Libera uscita, regia di Duilio Coletti (1951)
- La grande rinuncia, regia di Aldo Vergano (1951)
- Era lei che lo voleva, regia di Marino Girolami e Giorgio Simonelli (1952)
- Don Lorenzo, regia di Carlo Ludovico Bragaglia (1952)
- Amore rosso - Marianna Sirca, regia di Aldo Vergano (1952)
- Il falco rosso, regia di Carlo Ludovico Bragaglia (1952)
- Enrico Caruso, leggenda di una voce, regia di Giacomo Gentilomo (1952)
- 47 morto che parla, regia di Carlo Ludovico Bragaglia (1952)
- Le sei mogli di Barbablù, regia di Carlo Ludovico Bragaglia (1952)
- Melodie immortali, regia di Giacomo Gentilomo (1952)
- Due notti con Cleopatra, regia di Mario Mattoli (1953)
- L'incantevole nemica, regia di Claudio Gora (1953)
- Sette ore di guai, regia di Vittorio Metz e Marcello Marchesi (1953)
- Saluti e baci, regia di Maurice Labro e Giorgio Simonelli (1953)
- Riscatto, regia di Marino Girolami (1953)
- Il terrore dell'Andalusia, regia di Ladislao Vajda (1953)
- Giuseppe Verdi, regia di Raffaello Matarazzo (1953)
- Capitan Fantasma, regia di Primo Zeglio (1953)
- Siamo tutti inquilini, regia di Mario Mattoli (1953)
- Ci troviamo in galleria, regia di Mauro Bolognini (1953)
- Totò cerca pace, regia di Mario Mattoli (1954)
- Miseria e nobiltà, regia di Mario Mattoli (1954)
- Carmen proibita, regia di Giuseppe Maria Scotese (1954)
- Il medico dei pazzi, regia di Mario Mattoli (1954)
- Appassionatamente, regia di Giacomo Gentilomo (1954)
- L'arte di arrangiarsi, regia di Luigi Zampa (1954)
- Ragazze d'oggi, regia di Luigi Zampa (1955)
- Totò all'inferno, regia di Camillo Mastrocinque (1955)
- La vena d'oro, regia di Mauro Bolognini (1955)
- La donna più bella del mondo, regia di Robert Z. Leonard (1955)
- Prigionieri del male (1955)
- Ragazze d'oggi, regia di Luigi Zampa (1955)
- Totò, Peppino e la... malafemmina, regia di Camillo Mastrocinque (1956)
- Totò, Peppino e i fuorilegge, regia di Camillo Mastrocinque (1956)
- Malafemmena, regia di Armando Fizzarotti (1957)
- La trovatella di Pompei, regia di Giacomo Gentilomo (1957)
- Guardia, ladro e cameriera, regia di Steno (1958)
- Adorabili e bugiarde, regia di Nunzio Malasomma (1958)
- La banda degli onesti, regia di Camillo Mastrocinque (1958)
- La ragazza del palio, regia di Luigi Zampa (1958)
- Venezia, la luna e tu, regia di Dino Risi (1958)
- Tipi da spiaggia, regia di Mario Mattoli (1959)
- Il nemico di mia moglie, regia di Gianni Puccini (1959)
- Le bellissime gambe di Sabrina, regia di Camillo Mastrocinque (1959)
- Totò, Peppino e le fanatiche, regia di Mario Mattoli (1960)
- Totò, Fabrizi e i giovani d'oggi, regia di Mario Mattoli (1960)
- Gli amori di Ercole, regia di Carlo Ludovico Bragaglia (1960)
- La regina dei tartari, regia di Sergio Grieco (1960)
- Un militare e mezzo, regia di Steno (1960)
- Sua Eccellenza si fermò a mangiare, regia di Mario Mattoli (1961)
- Signori si nasce, regia di Mario Mattoli (1961)
- Maciste nella terra dei ciclopi, regia di Antonio Leonviola (1961)
- Il federale, regia di Luciano Salce (1961)
- Il tiranno di Siracusa, regia di Alberto Cardone (1962)
- La congiura dei dieci (1962)
- Totòtruffa 62, regia di Camillo Mastrocinque (1963)
- Il segno di Zorro, regia di Mario Caiano (1963)
- Obiettivo ragazze, regia di Mario Mattoli (1963)
- Delitto d'amore, regia di Juan de Orduña (1966)
- Un angelo per Satana, regia di Camillo Mastrocinque (1966)
- Omicidio per appuntamento, regia di Mino Guerrini (1967)
- Vado... l'ammazzo e torno, regia di Enzo G. Castellari (1967)
- La feldmarescialla, regia di Steno (1967)
- Come rubare la corona d'Inghilterra, regia di Sergio Grieco (1967)
- Il mistero dell'ombra, regia di Sergio Grieco (1967)
- Ad ogni costo, regia di Giuliano Montaldo (1967)
- Arabella, regia di Mauro Bolognini (1967)
- A suon di lupara, regia di Luigi Petrini (1968)
- Il momento di uccidere, regia di Giuliano Carnimeo (1968)
- Commandos, regia di Armando Crispino (1968)
- La battaglia d'Inghilterra, regia di Enzo G. Castellari (1969)
- Il trapianto, regia di Steno (1970)
- Nel buio del terrore, regia di José Antonio Nieves Conde (1971)
- Ettore lo fusto, regia di Enzo G. Castellari (1972)
- Sette scialli di seta gialla (1972)
- Il cadavere di Helen non mi dava pace, regia di Alfonso Balcázar (1972)
- Ultimo tango a Zagarol, regia di Nando Cicero (1973)
- Emanuelle nera, regia di Bitto Albertini (1975)
- La profonda luce dei sensi (1975)
- Cipolla Colt, regia di Enzo G. Castellari (1976)
- Il mondo dei sensi di Emy Wong, regia di Bitto Albertini (1977)